# Melissa Gilbert
Melissa Ellen Gilbert (Los Angeles, 8 maggio 1964) è un'attrice, scrittrice e produttrice cinematografica statunitense, celebre per aver interpretato il ruolo della piccola Laura Ingalls nella serie televisiva statunitense La casa nella prateria, prodotta dal 1974 al 1983, e tratta, appunto, dai racconti autobiografici di Laura Ingalls Wilder.

## Biografia

### Successo

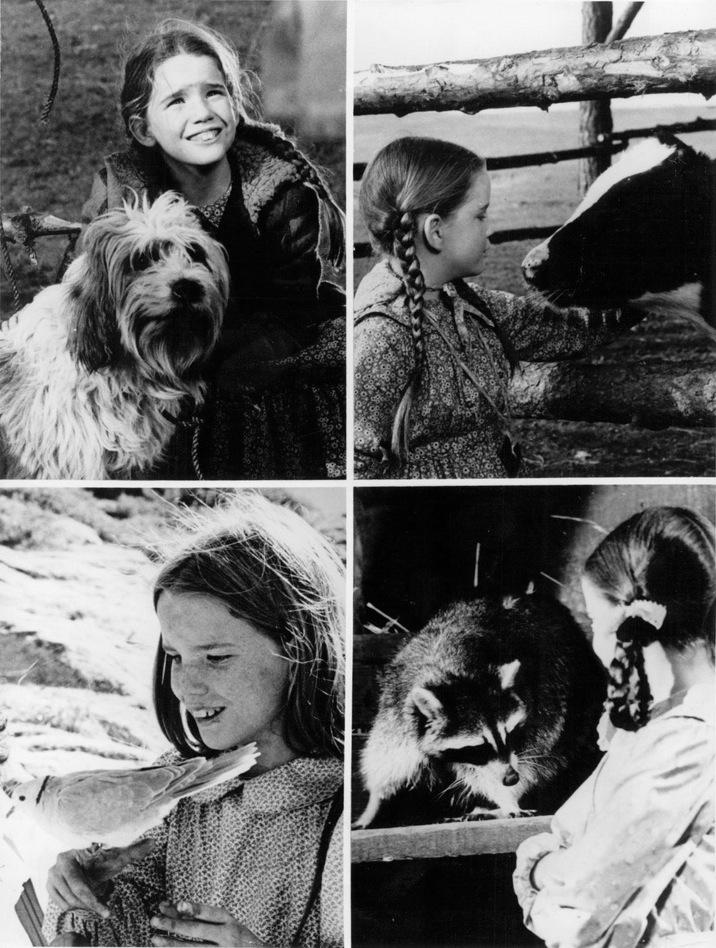
Melissa Gilbert, attrice bambina, nella serie televisiva La casa nella prateria

Melissa Gilbert è nata a Los Angeles l'8 maggio 1964 dai giovanissimi Kathy Wood e David Darlington, che però la diedero subito in adozione, appena nata. Il giorno dopo venne adottata dall'attore e comico Paul Gilbert (nato Ed MacMahon) e da sua moglie, la ballerina e attrice Barbara Crane. Tre anni dopo circa, i due adottarono anche il piccolo Jonathan Gilbert, che qualche anno più tardi interpreterà Willie Oleson ne La casa nella prateria.
Tuttavia, i genitori adottivi di Melissa e Jonathan si separeranno nel 1972, quando la madre adottiva Barbara deciderà di sposare invece Harold Abeles, dal quale nel 1975 avrà una figlia biologica, Sara Rebecca Abeles, che diventerà anche lei attrice, tuttavia col nome di Sara Gilbert. 
Fin da quando aveva tre anni, Gilbert partecipò ad alcuni spot pubblicitari statunitensi, uno per tutti quello del cibo per cani insieme a Lorne Greene, l'attore che interpretò Ben Cartwright in Bonanza, ovvero il padre di Little Joe, interpretato da un giovane Michael Landon, futuro Charles Ingalls in La casa nella prateria e produttore esecutivo della serie.
Ebbe alcuni ruoli, ancora come bambina molto piccola, in qualche film secondario statunitense, nel periodo tra il 1967 e il 1973, quando in quell'anno fu scelta, all'età di 9 anni e fra più di 500 attrici bambine, per la parte di Laura Ingalls ne La casa nella prateria.
Dopo la morte del padre adottivo Paul, Gilbert si affezionò molto a Michael Landon. Gilbert frequenterà le scuole medie di Los Angeles insieme alla stessa figlia di Landon, Leslie Landon. Tuttavia, dopo un litigio più in là negli anni, i due attori non si frequenteranno più per alcuni anni, ma nel 1990, saputo della malattia terminale dell'attore, Gilbert riprese i rapporti con Landon prima che morisse, e chiamando anche il suo secondo figlio Michael, proprio in ricordo del suo collega attore più caro.
Dopo il grande successo della Casa nella prateria, che interpretò per quasi un decennio e che le fruttò anche diversi premi, Gilbert continuò una fervida attività di attrice televisiva per poi prendere la carica di presidente degli Screen Actors Guild dal 2001 al 2005, e proseguire quindi anche come produttrice televisiva.

### DopoLa casa nella prateria

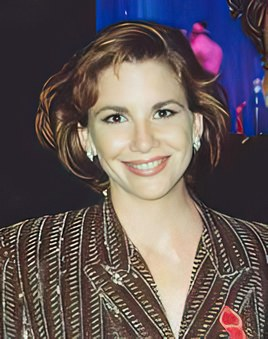
Melissa Gilbert alla cerimonia degli Emmy Awards 1991

Grazie a La casa nella prateria, Gilbert divenne una delle attrici giovani più famose al mondo già sul finire degli anni settanta. Nel 1981, a soli 17 anni, iniziò una intensa e particolarmente discussa relazione con Rob Lowe, all'epoca anch'egli minorenne. L'attrice dichiarò successivamente di aver intrapreso, altresì, varie relazioni sentimentali con Tom Cruise, John Cusack, Scott Baio e Billy Idol durante il fidanzamento con Lowe nei primi anni ottanta. Le nozze tra Gilbert e Lowe furono previste per l'estate 1987 quando lei annunciò di essere incinta, ma Lowe invece concluse il loro rapporto, e lei abortì qualche giorno dopo. Dal 1988 al 1992 l'attrice fu sposata con Bo Brinkman, cugino di Randy e Dennis Quaid. Da questa unione nacque il suo primo figlio, Dakota Paul (1º maggio 1989).
Il 1º gennaio 1995 invece, convolò a seconde nozze con Bruce Boxleitner. Dalla relazione nacque il suo secondo figlio, Michael Garret (6 ottobre 1995). Dopo quasi sedici anni di legame, Gilbert annunciò la separazione da Bruce il 1º marzo 2011, mentre il divorzio venne ufficializzato il 25 agosto dello stesso anno. A metà degli anni novanta, inoltre, l'attrice cominciò a sottoporsi a vari interventi di chirurgia estetica al volto, oltre ad una mastoplastica additiva, che lei ammise pubblicamente soltanto nel 2010, quando decise di farsi togliere le protesi al seno e di interrompere definitivamente altri cicli di interventi estetici.
Nel 2012 partecipò alla versione statunitense del programma televisivo Ballando con le stelle, nel corso del quale subì un infortunio durante un ballo, con alcune settimane di prognosi sia alle gambe che alla testa. Nello stesso periodo, le crollò addosso un balcone presso una casa che stava affittando, aggravando così le sue già precarie condizioni di salute. Tuttavia, il 24 aprile dello stesso anno riuscì a sposarsi, per la terza volta, con Timothy Busfield, in una cerimonia presso Santa Barbara, in California.
Nel giugno 2015 finì sui giornali per un debito di circa 360.000 dollari con l'agenzia delle entrate federale statunitense IRS, mentre nel 2016 entrò in politica, nelle liste delle elezioni al Congresso del Partito Democratico del Michigan, ma dovette rinunciare, ammise, per motivi di salute dovuti agli incidenti che aveva recentemente subito.

## Filmografia

### Cinema
- The Reluctant Astronaut, regia di Edward Montagne (1967)
- Circus, Lions, Tigers and Melissas Too, regia di Gilbert Cates (1977)
- Nutcracker Fantasy, regia di Takeo Nakamura (1979)
- Sylvester, regia di Tim Hunter (1985)
- Ice House, regia di Eagle Pennell (1989)
- Lisa Picard is Famous, regia di Griffin Dunne (2000)
- One Smart Fellow, regia di Timothy Busfield e Tommy Lohmann – cortometraggio (2015)

### Televisione
- The Dean Martin Show (Girl on Santa's Lap) – serie TV, 1 episodio (1968)
- Gunsmoke – serie TV, 1 episodio (1972)
- Squadra emergenza (Emergency!) – serie TV, 1 episodio (1972)
- Tenafly – serie TV, 1 episodio (1973)
- La casa nella prateria (Little House on the Prairie) – serie TV, 205 episodi (1974-1983)
- Christmas Miracle in Caufield, U.S.A., regia di Jud Taylor – film TV (1977)
- Love Boat – serie TV, 1 episodio (1978)
- Anna dei miracoli (The Miracle Worker), regia di Paul Aaron – film TV (1979)
- Little House Years, regia di Michael Landon – film TV (1979)
- Il diario di Anna Frank (The Diary of Anne Frank), regia di Boris Sagal – film TV (1980)
- Splendore nell'erba (Splendor in the Grass), regia di Richard C. Sarafian – film TV (1981)
- Le impronte della vita (Choices of the Heart), regia di Joseph Sargent – film TV (1983)
- La casa nella prateria - Ricordando il passato (Little House: Look Back to Yesterday), regia di Victor French – film TV (1983)
- La casa nella prateria - L'ultimo addio (Little House: The Last Farewell), regia di Michael Landon – film TV (1984)
- Segreti di famiglia (Family Secrets), regia di Jack Hofsiss – film TV (1984)
- La casa nella prateria - La scomparsa di Rose (Little House: Bless All the Dear Children), regia di Victor French – film TV (1984)
- Nel regno delle fiabe (Shelley Duvall's Faerie Tale Theatre) – serie TV, 1 episodio (1985)
- Una scelta difficile (Choices), regia di David Lowell Rich – film TV (1986)
- Sentenza pericolosa (The Penalty Phase), regia di Tony Richardson – film TV (1986)
- Le signore della piovra (Blood Vows: The Story of a Mafia Wife), regia di Paul Wendkos – film TV (1987)
- Tragica scommessa (Killer Instinct), regia di Waris Hussein – film TV (1988)
- Chameleons, regia di Glen A. Larson – film TV (1989)
- Un giorno da dimenticare (Without Her Consent), regia di Sandor Stern – film TV (1990)
- Notti proibite (Forbidden Nights), regia di Waris Hussein – film TV (1990)
- Il cuore di Joshua (Joshya's Heart), regia di Michael Pressman – film TV (1990)
- Doppia identità (The Lookalike), regia di Gary Nelson – film TV (1990)
- Donor - Esperimenti genetici (Donor), regia di Larry Shaw – film TV (1990)
- The Hidden Room – serie TV, 1 episodio (1991)
- Stand by Your Man – serie TV, 7 episodi (1992)
- Il volto confuso dell'assassino (With a Vengeance), regia di Michael Switzer – film TV (1992)
- Disperatamente una donna (Family of Strangers), regia di Sheldon Larry – film TV (1993)
- Istinto omicida (With Hostile Intent), regia di Paul Schneider – film TV (1993)
- Cose da non dire (Shattered Trust: The Shari Karney Story), regia di Bill Corcoran – film TV (1993)
- Insieme per vendetta (House of Secrets), regia di Mimi Leder – film TV (1993)
- Flashback di un omicidio (Dying to Remember), regia di Arthur Allan Seidelman – film TV (1993)
- Il seme dell'inganno (The Babymaker: The Dr. Cecil Jacobson Story), regia di Arlene Sanford – film TV (1994)
- Contro la sua volontà - La storia di Carrie Buck (Against Her Will: The Carrie Buck Story), regia di John David Coles – film TV (1994)
- Il silenzio del testimone (Cries from the Heart), regia di Michael Switzer – film TV (1994)
- Per amore della legge (Sweet Justice) – serie TV, 23 episodi (1994-1995)
- Danielle Steel - C'era una volta una principessa (Danielle Steel's Zoya), regia di Richard A. Colla – miniserie TV (1995)
- Babylon 5 – serie TV, 3 episodi (1996)
- Appuntamento sotto l'albero (Christmas in My Hometown), regia di Jerry London – film TV (1996)
- Come un fulmine a ciel sereno (Seduction in a Small Town), regia di Charles Wilkinson – film TV (1997)
- Schegge di memoria (Childhood Sweetheart?), regia di Marcus Cole – film TV (1997)
- Oltre i limiti (The Outer Limits) – serie TV, 1 episodio (1998)
- Murder at 75 Birch, regia di Michael Scott – film TV (1998)
- Barbara Taylor Bradford - Le regole del cuore (Barbara Taylor Bradford's Her Own Rules), regia di Bobby Roth – film TV (1998)
- Il tocco di un angelo (Touched by an Angel) – serie TV, 1 episodio (1998)
- Il rumore degli angeli (The Soul Collector), regia di Michael Scott – film TV (1999)
- Madri nel cuore (Switched at Birth), regia di Douglas Barr – film TV (1999)
- Le visioni di Donielle (A Vision of Murder: The Story of Donielle), regia di Donald Wrye – film TV (2000)
- Sanctuary, regia di Kat Shea – film TV (2001)
- Providence – serie TV, 1 episodio (2002)
- Presidio Med – serie TV, 1 episodio (2002)
- Storyline Online – serie TV, 1 episodio (2003)
- Il prezzo del successo (Hollywood Wives: The New Generation), regia di Joyce Chopra – film TV (2003)
- Al centro dell'uragano (Heart of the Storm), regia di Charles Wilkinson – film TV (2004)
- La vita segreta di mio padre (Thicker Than Water), regia di David S. Cass Sr. – film TV (2005)
- Fat Actress – serie TV, 1 episodio (2005)
- Settimo cielo (7th Heaven) – serie TV, 1 episodio (2005)
- Nip/Tuck – serie TV, 1 episodio (2006)
- Sacrifici del cuore (Sacrifices of the Heart), regia di David S. Cass Sr. – film TV (2007)
- Danielle Steel - Porto sicuro (Danielle Steel's Safe Harbour), regia di Bill Corcoran – film TV (2007)
- Lo spettacolo del Natale (The Christmas Pageant), regia di David S. Cass Sr. – film TV (2011)
- Secrets and Lies – serie TV, 5 episodi (2015)
- The Night Shift – serie TV, 1 episodio (2015)
- La tradizione del Natale (Hometown Christmas), regia di Emily Moss Wilson – film TV (2018)

### Doppiaggio
- Batman (Batman: The Animated Series ) – serie TV, 7 episodi (1992-1994)

## Riconoscimenti
- Young Hollywood Hall of Fame (1970's)

## Doppiatrici italiane
Nelle versioni in italiano dei suoi film, Melissa Gilbert è stata doppiata da:
- Francesca Guadagno in La casa nella prateria, Love Boat
- Laura Boccanera in Il diario di Anna Frank, Il volto confuso dell’assassino
- Roberta Pellini in Doppia identità, Flashback di un omicidio
- Alessandra Korompay in Appuntamento sotto l'albero, Madri nel cuore
- Roberta Greganti in Il rumore degli angeli, La tradizione del Natale
- Pinella Dragani in Le impronte della vita
- Marisa Della Pasqua in Una scelta difficile
- Susanna Fassetta in Le signore della piovra
- Silvana Fantini in Notti proibite
- Barbara Berengo Gardin in Donor – Esperimenti genetici
- Eleonora De Angelis in Disperatamente una donna
- Giuppy Izzo in Cose da non dire
- Gabriella Borri in Il silenzio del testimone
- Cristiana Lionello in Barbara Taylor Bradford - Le regole del cuore
- Rossella Acerbo in Al centro dell'uragano
- Renata Bertolas in Lo spettacolo del Natale
- Franca D'Amato in Secrets and Lies
- Chiara Salerno in The Night Shift

Da doppiatrice è stata sostituita da:
- Debora Magnaghi in Batman